# James Hampton (acteur)
Pour les articles homonymes, voir James Hampton et Hampton.
James Hampton est un acteur, réalisateur et scénariste américain, né le 9 juillet 1936 à Oklahoma City, dans l'Oklahoma (États-Unis), et mort le 7 avril 2021 à Fort Worth (Texas).

## Filmographie

### Acteur
- 1968 : Fade-In (en) (TV)
- 1968 : Doris Day comédie (The Doris Day Show) (série télévisée) : Leroy B. Simpson (1968-1969)
- 1970 : Soldat bleu (Soldier Blue) : Pvt. Menzies
- 1972 : Justin Morgan Had a Horse : Aaron
- 1973 : Le Fantôme de Cat Dancing (The Man Who Loved Cat Dancing) : Jimmy, the telegraph operator
- 1974 : Plein la gueule (The Longest Yard) : Caretaker
- 1975 : Attack on Terror: The FBI vs. the Ku Klux Klan (TV) : Harry Dudley
- 1975 : Force Five (TV) : Lester White
- 1975 : W.W. and the Dixie Dancekings : Junior
- 1975 : Mackintosh and T.J. : Cotton
- 1975 : La Cité des dangers (Hustle) : Bus Driver
- 1976 : Hawmps! : Howard Clemmons
- 1977 : Bunco (TV)
- 1977 : The Amazing Howard Hughes (TV) : Wilbur Peterson
- 1977 : The Red Hand Gang (série télévisée) : Kidnapper
- 1978 : Three on a Date (TV) : Ernest
- 1978 : Thaddeus Rose and Eddie (TV) : Alvin Karl
- 1978 : Le Chat qui vient de l'espace (The Cat from Outer Space) de Norman Tokar : Capt. Anderson
- 1978 : Mary (série télévisée) : Skit characters
- 1978 : Colorado (Centennial) (feuilleton TV) : Defense Attorney Prescott
- 1979 : Le Syndrome chinois (The China Syndrome) : Bill Gibson
- 1980 : B.A.D. Cats (série télévisée) : Link
- 1980 : Space Connection (Hangar 18) : Lew Price
- 1981 : Maggie (série télévisée) : Len Weston
- 1981 : Stand by Your Man (TV) : Billy Sherrill
- 1981 : Condorman : Harry Oslo
- 1981 : Through the Magic Pyramid (TV) : Sam Tuttle
- 1982 : La Troisième Guerre mondiale (World War III) (TV) : Richard Hickman
- 1984 : Autopsie d'un crime (The Burning Bed) (TV) : Police Witness
- 1985 : Teen Wolf : Harold Howard
- 1986 : Les P'tits Loups-garous (série télévisée) : Harold Howard (voix)
- 1987 : Teen Wolf 2 : Uncle Harold Howard
- 1988 : Police Academy 5 : Débarquement à Miami Beach (Police Academy 5: Assignment: Miami Beach) : Mayor of Miami
- 1965 : Des jours et des vies (Days of Our Lives) (série télévisée) : Saul Taylor (1989)
- 1990 : Pump Up the Volume : Arthur Watts
- 1991 : The Giant of Thunder Mountain : Jesse (Townsman)
- 1996 : La Justice au cœur (Sling Blade) : Jerry Woolridge
- 1999 : Zoé, Duncan, Jack et Jane (Zoe, Duncan, Jack & Jane) (série télévisée)
- 2000 : Danny and Max : Sheriff
- 2000 : Lost in the Pershing Point Hotel : Pediatrician

### Réalisateur
- 1990 : Evening Shade (série télévisée)
- 1993 : Une maman formidable (Grace Under Fire) (série télévisée)
- 1994 : Sister, Sister (série télévisée)
- 1995 : Kirk (série télévisée)
- 1995 : Hudson Street (série télévisée)
- 1996 : American Pie (série télévisée)
- 1996 : Boston Common (en) (série télévisée)
- 1997 : Le Petit Malin (Smart Guy) (série télévisée)
- 1998 : Linc's (série télévisée)

### Scénariste
- 1993 : Harlan & Merleen (TV)